# Lista de cidades do Arkansas

Localização do estado do Arkansas no Estados Unidos.

Little Rock, capital e maior cidade do Arkansas.

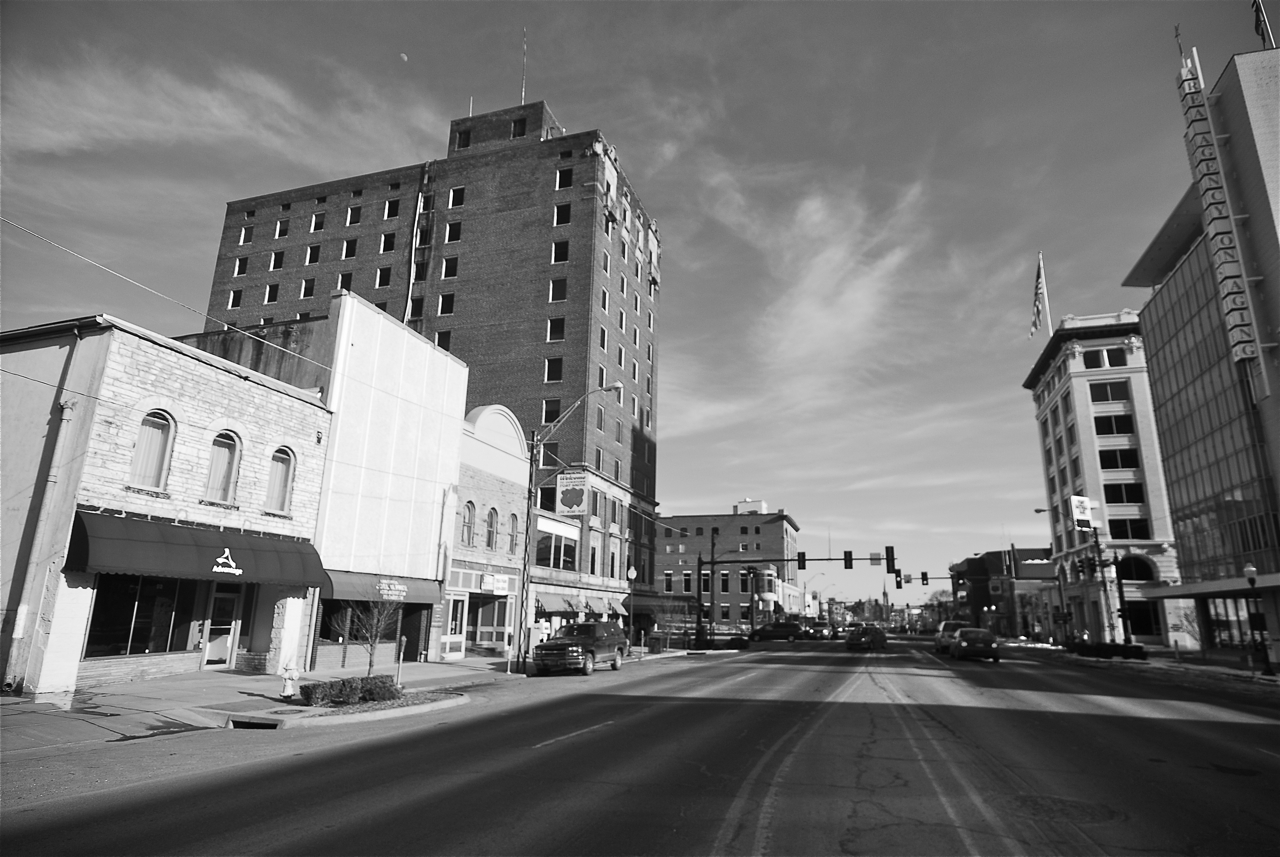
Fort Smith, segunda maior cidade do Arkansas.

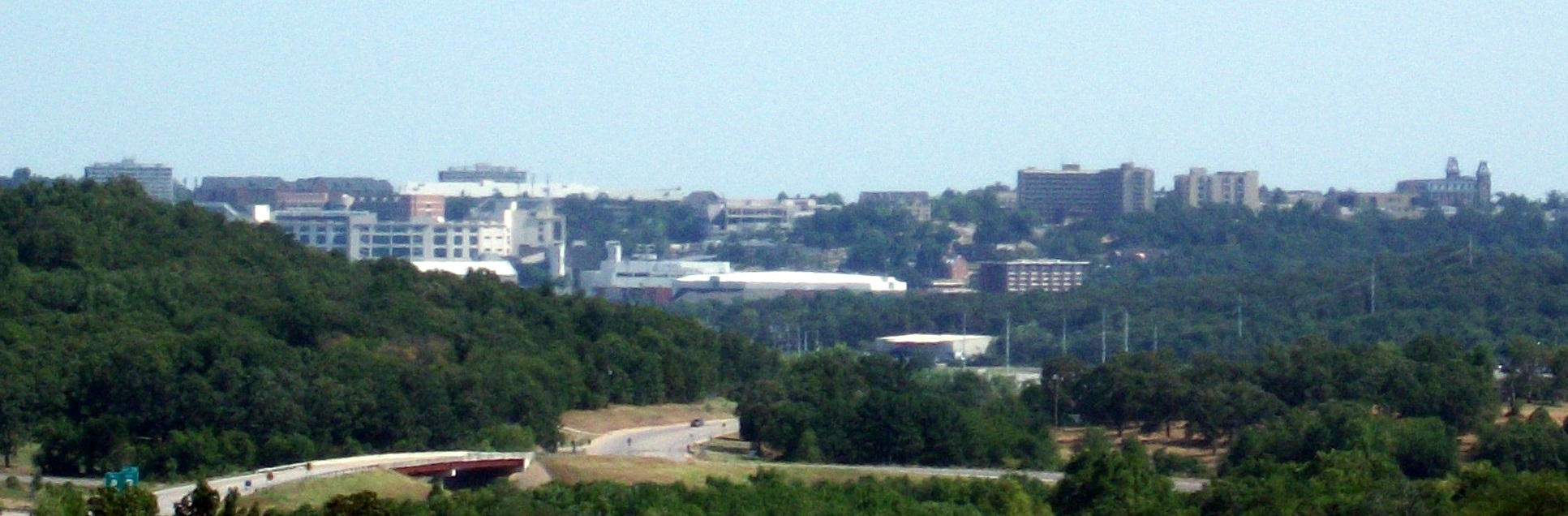
Fayetteville, terceira maior cidade do Arkansas.

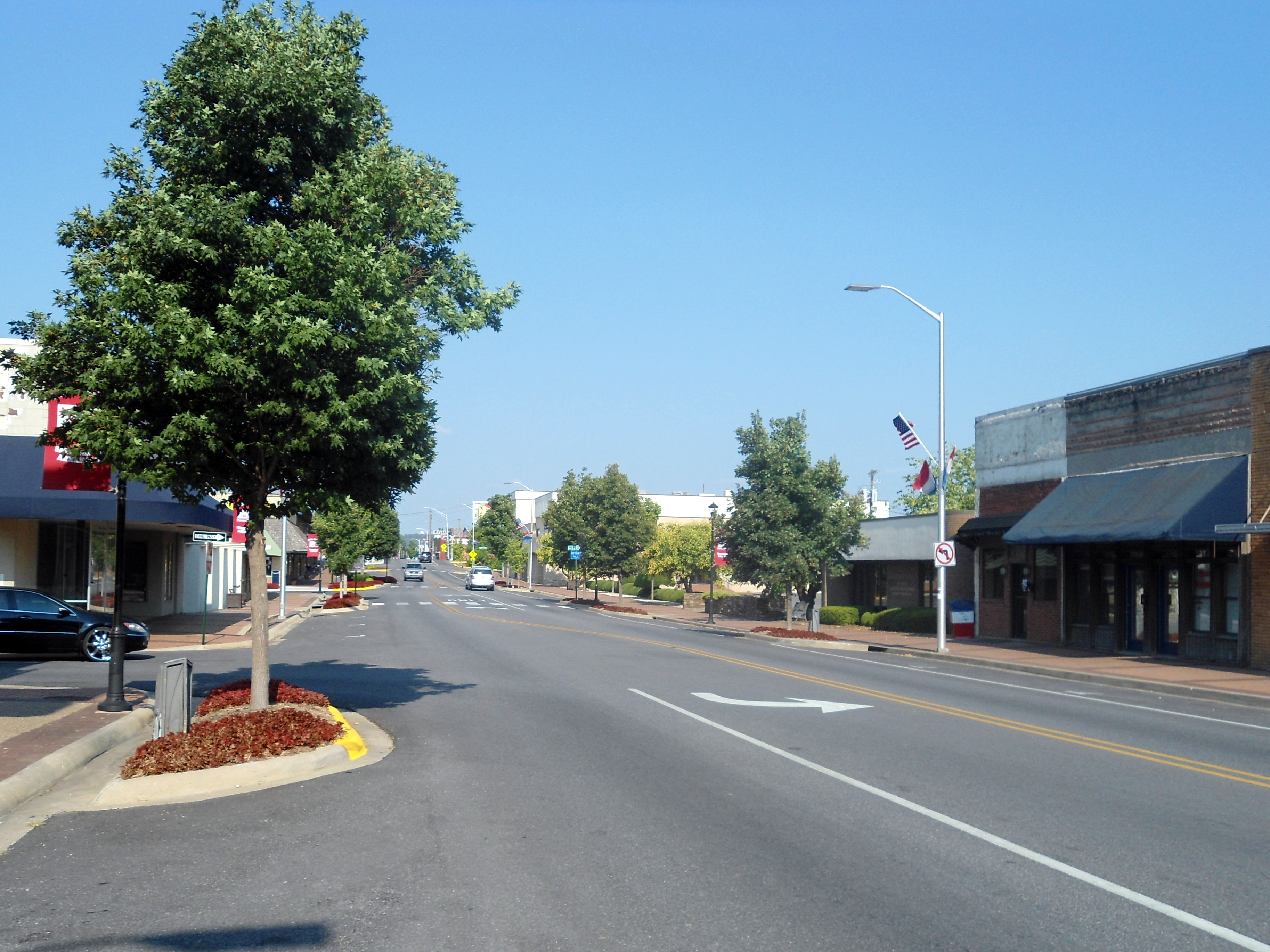
Springdale, quarta cidade mais populosa do Arkansas.

O Arkansas é um estado localizado na Região Sudeste dos Estados Unidos. De acordo com o Censo de 2010 dos Estados Unidos, o Arkansas é o 33º estado o mais populoso com 2.915.958 habitantes e o 27º maior por área da terra, abrangendo cerca de 134,771.3 km² de terra. O Arkansas é dividido em 75 condados que juntos possuem 502 municípios incorporados, classificados como cidades ou vilas.
Os municípios do Arkansas são divididos em três categorias com base na população. As cidades de primeira classe tem uma população maior que 2.500 habitantes, cidades de segunda classe tem uma população entre 500 e 2.499 habitantes, e uma cidade incorporada tem 499 ou menos habitantes. O Arkansas não usa vilas ou distritos civis como possíveis designações para suas divisões municipais menores. No Arkansas, uma municipalidade pode se estender por condados múltiplos.

## A
- Arkadelphia
- Arkansas City
- Ash Flat
- Ashdown
- Atkins
- Augusta

## B
- Bald Knob
- Barling
- Barton
- Batesville
- Bauxite
- Bearden
- Beaver
- Bee Branch
- Beebe
- Bella Vista
- Benton
- Bentonville
- Berryville
- Bigelow
- Biggers
- Bismarck
- Black Oak
- Black Rock
- Bluff City
- Blytheville
- Boles
- Bono
- Berryville
- Booneville
- Boxley
- Berryville
- Brinkley
- Brookland
- Bradley
- Bryant
- Branch
- Bull Shoals
- Brinkley
- Bruno
- Buffalo City
- Burlington

## C
- Cabot
- Calico Rock
- Camden
- Carlisle
- Cave City
- Charleston
- Cherokee Village
- Clarendon
- Clarksville
- Clinton
- Conway
- Compton
- Corning
- Cotter
- Crossett
- Curtis
- Cotton Plant
- Cushman
- Centerton
- Cain Hill

## D
- Danville
- Dardanelle
- De Queen
- Delaplaine
- Dermott
- Des Arc
- Diamond City
- Diaz
- Dover
- Dumas
- Donaldson
- Decatur

## E
- Egypt
- Elaine
- El Dorado
- Eudora
- Eureka Springs
- Evening Shade

## F
- Fayetteville
- Fairfield Bay
- Fifty-Six
- Fisher
- Flippin
- Floral
- Fordyce
- Forrest City
- Fort Smith
- Fountain Lake
- Fouke
- Friendship
- Farmington

## G
- Greenwood
- Gosnell
- Gassville
- Guion
- Gentry
- Gravette
- Gurdon
- Guy

## H
- Hamburg
- Hampton
- Hardy
- Harrison
- Heber Springs
- Highland
- Holly Mountain
- Hot Springs
- Hoxie

## J
- Jacksonville
- Jonesboro
- Jersey

## K
- Keo

## L
- Lake Village
- Lakeview
- Lavaca
- Leachville
- Lead Hill
- Leola
- Leslie
- Lincoln
- Little Rock
- London
- Lonoke
- Lowell
- Little Flock

## M
- Madison
- Magazine
- Magnolia
- Malvern
- Mammoth Spring
- Mansfield
- Marianna
- Marion
- Marked Tree
- Marshall
- Marvell
- Maumelle
- McGehee
- Melbourne
- Mena
- Monticello
- Morning Star
- Morrilton
- Mount George
- Mount Holly
- Mount Ida
- Mountain Home
- Mountain View

## N
- Nashville
- Natural Steps
- Newport
- Norfork
- North Little Rock
- Nob Hill
- Mountainburg

## O
- Ola
- Omaha
- Osceola
- Ozark

## P
- Palestine
- Paragould
- Paris
- Pea Ridge
- Peach Orchard
- Perryville
- Pfeiffer
- Piggott
- Pine Bluff
- Pindall
- Pocahontas
- Poyen
- Pottsville
- Prairie Grove
- Prescott
- Pyatt

## R
- Ravenden
- Rector
- Rogers
- Romance
- Russellville

## S
- Salem no Condado de Fulton
- Salem no Condado de Saline
- Scranton
- Searcy
- Sedgwick
- Sheridan
- Sherwood
- Shirley
- Sidney
- Siloam Springs
- Smackover
- Springdale
- St. Joe
- Star City
- Stuttgart
- Subiaco
- Sulphur Springs

## T
- Toadsuck
- Texarkana
- Trumann
- Tuckerman

## V
- Van Buren
- Vilonia
- Viola

## W
- Waldenburg
- Waldron
- Walnut Ridge
- Warren
- Weiner
- West Fork
- West Helena
- West Memphis
- White Hall
- Wilton
- Winslow
- Wright
- Wynne

## Y
- Yellville